# Little York
Little York – wieś w Stanach Zjednoczonych, w stanie Illinois, w hrabstwie Warren.